# Гарсия, Мигель Анхель (борец)
Мигель Анхель Рамирес Гарсия (род. 28 сентября 1960) — испанский самбист, дзюдоист и борец вольного стиля, чемпион и призёр чемпионатов Испании по дзюдо, чемпион (1984) и бронзовый призёр (1982) чемпионатов Европы самбо, чемпион (1983), серебряный (1984) и бронзовый (1982) призёр чемпионатов мира по самбо, обладатель Кубка мира 1983 года по самбо, победитель Всемирных игр по самбо, участник соревнований по вольной борьбе на летних Олимпийских играх 1984 года в Лос-Анджелесе.
На Олимпиаде Гарсия чисто проиграл новозеландцу Грэму Хокинсу, за явным преимуществом уступил китайцу Гуану Буниме и выбыл из борьбы за медали.
Гарсия является основателем и тренером спортивного клуба «Club Deportivo Gimnasio M.A.G.».

## Спортивные результаты
- Чемпионат Испании по дзюдо 1982 года — ;
- Чемпионат Испании по дзюдо 1984 года —  (до 60 кг);
- Чемпионат Испании по дзюдо 1984 года —  (до 65 кг);
- Чемпионат Испании по дзюдо 1986 года — ;
- Чемпионат Испании по дзюдо 1987 года — ;
- Чемпионат Испании по дзюдо 1988 года —  (до 60 кг);
- Чемпионат Испании по дзюдо 1988 года —  (до 65 кг);
- Чемпионат Испании по дзюдо 1989 года — ;
- Чемпионат Испании по дзюдо 1990 года —  (до 60 кг);
- Чемпионат Испании по дзюдо 1990 года —  (до 86 кг);